# Hipódromo de Auteuil

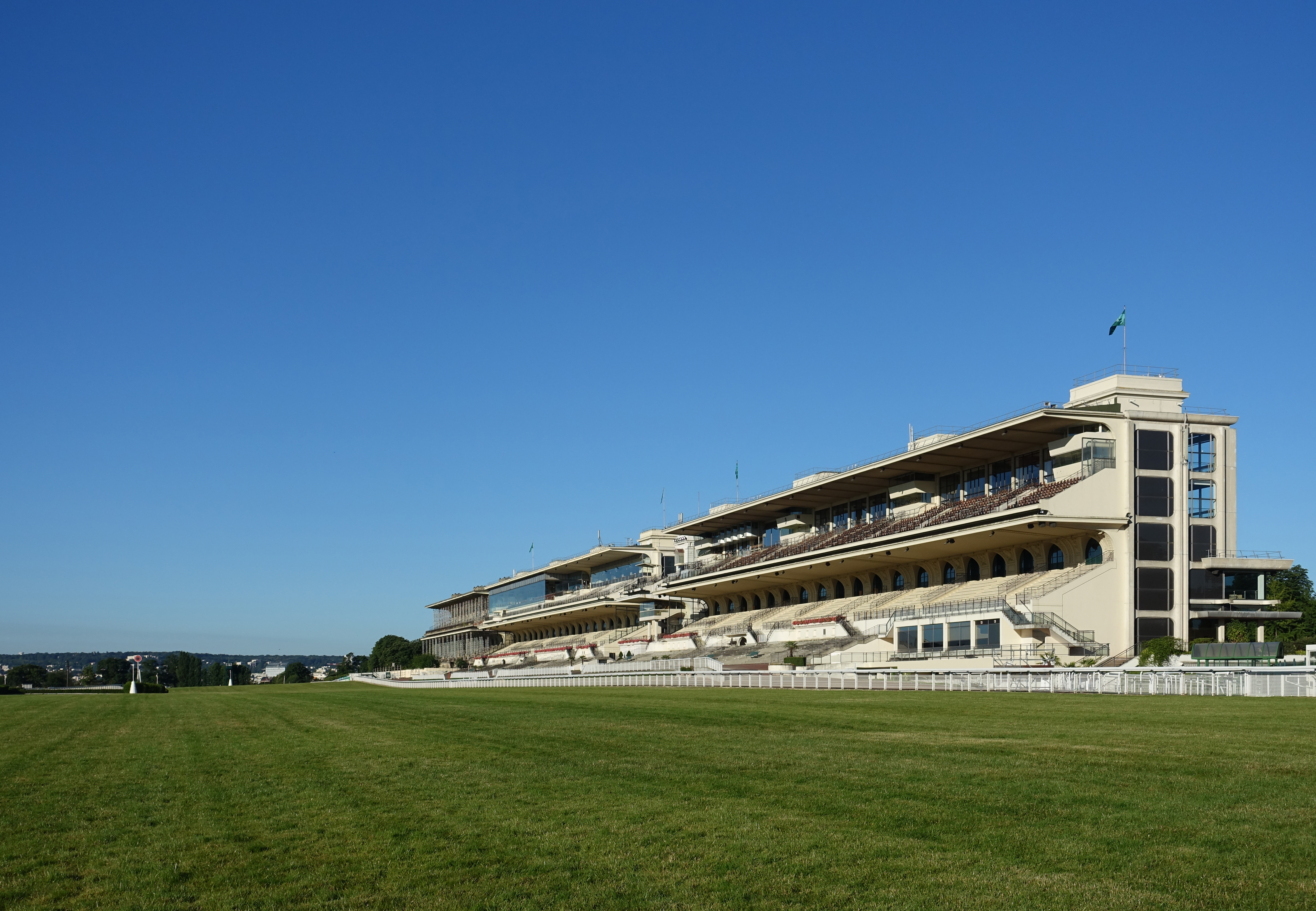

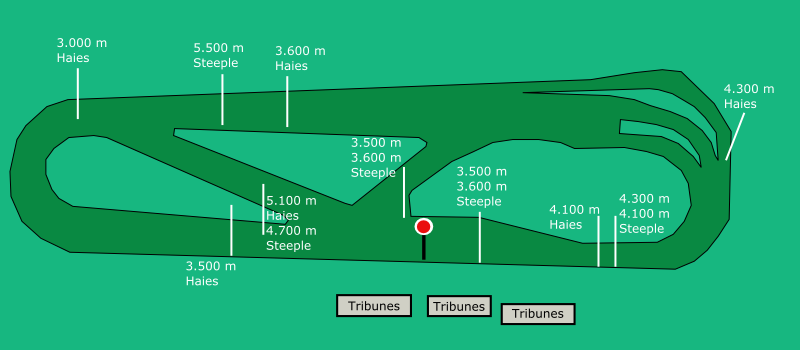
Hipódromo Auteuil

O Hipódromo de Auteuil é um hipódromo situado na Route des Lacs, no Bois de Boulogne, em Paris, França. Ocupa uma área de 33 hectares e foi inaugurado no dia 1 de novembro de 1873. Foi projetado exclusivamente para corridas de cavalos com obstáculos.
Foi diversas vezes modernizado ao longo dos anos e, em 1971, construíram-se sob as pistas dois túneis pedonais de acesso que conduzem às estações Porte d'Auteuil e Porte de Passy.
Foi sede dos eventos equestres dos Jogos Olímpicos de 1924.
A France Galop, operadora do recinto, organiza anualmente corridas de cavalos muito prestigiadas no Hipódromo Auteuil, entre as quais se incluem, o Prémio Notre-Dame de Paris (antes denominado, Prémio do Presidente da República), que se realiza em abril, o Grand Steeple-Chase de Paris, no final de maio, a Grande Course de Haies, que normalmente ocorre em junho, e o Prémio La Haye Jousselin, no início de novembro.

Hipódromo d'Auteuil